# A magyar védjegyjog története
A magyar védjegyjog a magyar jogrendszerben a polgári jog alá tartozó iparjogvédelem (a szerzői jogot is beleértve: a szellemi alkotások joga) alá tartozik. Fejlődése a 19. század második felétől a hatályos védjegytörvényig (a többször módosított 1997. évi XI. törvényig) ível.
A magyar védjegyjog évszázados történetét a hatályos védjegytörvény indokolása foglalja össze. 
1. A 19. század második felében az ipar és a kereskedelem megélénkülése Magyarországon is felszínre hozta a védjegyek és más kereskedelmi jelzések jogi védelme iránti igényt.
2. Az első védjegyjogi szabályozás még nem az autonóm magyar jogalkotás eredménye volt: 1858-ban az osztrák császár pátense rendelkezett - Magyarországra is kiterjedő hatállyal - a védjegyek oltalmáról. Ebben az időszakban azóta klasszikussá vált védjegyek tűntek fel.
3. Az első magyar védjegytörvény, az 1890. évi II. törvény megőrizte az osztrák és a német joghoz való erős kötődést. Jellemző, hogy az ipari tulajdon védelmére létesült Nemzetközi Iroda a magyar védjegytörvényt teljes egészében nem is közölte, csupán az osztrák törvényhez képest jelentkező eltéréseket publikálta.
4. A védjegy fogalmát az első védjegytörvény az ábrás jelzésekre korlátozta; ezt 1895-ben terjesztették ki a pusztán szavakból álló megjelölésekre is. Védjegyoltalmat a védjegy lajstromozásával lehetett szerezni.
5. A védjegybejelentéseket a bejelentő telephelye, illetve lakóhelye szerint illetékes kereskedelmi és iparkamaránál kellett benyújtani (a külföldi védjegyeket a budapesti kamaránál lajstromozták). A kamarának ez a funkciója 1948-ig megmaradt. A központi védjegyhatóság és a központi védjegylajstrom vezetője kezdetben a Kereskedelmi Minisztérium volt, 1899-től azonban ezt a szerepet a Szabadalmi Hivatal töltötte be.
6. 1900 és 1910 között évente mintegy 4000-6000 védjegybejelentést tettek, ennek 70-90%-a származott külföldiektől, főként osztrák bejelentőktől. Az évtized során a hazai bejelentések száma megduplázódott. E korszakhoz is azóta híressé vált védjegyek kötődnek.
7. Védjegyjogunkat ebben az időben a kereskedelmi jog részének, a tisztességtelen üzleti magatartás jogi szabályozásával összefüggő jogterületnek tekintették. A védjegyoltalmat védőeszközként fogták fel, amely a kereskedőt árui utánzásától és a versenytársak egyéb tisztességtelen praktikáitól óvja meg.
8. Meghatározó befolyást gyakorolt a magyar védjegyjog fejlődésére, hogy hazánk 1909-ben csatlakozott az ipari tulajdon oltalmára létesült Párizsi Uniós Egyezményhez és a védjegyek nemzetközi lajstromozásáról szóló Madridi Megállapodáshoz.
9. Az 1920. évi XXXV. törvény - a kettős lajstromozási rendszer fenntartásával - a Szabadalmi Hivatalt Szabadalmi Bírósággá alakította át. A gazdasági válság az ezt követő időszakban éreztette hatását a védjegybejelentések számában is, ugyanakkor az is bebizonyosodott, hogy a legnagyobb recesszió idején sem válnak feleslegessé a védjegyek, hogy a fogyasztók még ilyenkor sem fordulnak el a legkedveltebb, legismertebb patinás márkáktól. Az 1920-as és az 1930-as években 1000-1500 védjegybejelentést tettek évente; máig ismert védjegyek erednek ebből az időszakból. Ezekben az években viszont visszaesett a külföldi bejelentők érdeklődése, a legmagasabb bejelentési szám az 1929. évi 570 volt.
10. A magyar védjegyjog fejlődésének a második világháborúig terjedő szakaszát a védjegyek versenyeszközként való felfogása jellemezte. A vállalkozók nagymértékben építettek a védjegyek használatára a fogyasztókkal való kapcsolattartásban, a reklámozásban, a versenytársakhoz képest jelentkező különbségek hangsúlyozásában. E megközelítés tükröződött a korszak védjegyjogi irodalmában, amelynek egyik meghatározó munkája úgy fogta fel a védjegyjogot, hogy az része a versenyjognak. A védjegy tehát a piaci áru fontos szellemi értékösszetevőjének, a vállalkozói jó hírnévnek a szimbólumává vált, nélkülözhetetlen versenyeszközzé, amely az áruk és szolgáltatások megkülönböztetésére, származásának és minőségének jelzésére, valamint reklámozás útján való népszerűsítésére szolgált.
11. Ebben az időszakban felmerült védjegy-jogszabályaink átfogó korszerűsítésének igénye is, de az erre irányuló törvényjavaslat végül nem került napirendre.
12. A második világháborút követően kialakuló központi tervgazdálkodás idején, a gyakorlatilag kizárólagos társadalmi tulajdon mellett működő gazdaság viszonyai között a védjegyeknek a piacgazdaságban, a versenyben betöltött funkciói értelmüket vesztették és háttérbe szorultak. A hazai vállalatok védjegytevékenysége elsorvadt, a külföldi cégek érdeklődése pedig alábbhagyott.
13. Az 1948-ban megszüntetett kereskedelmi és iparkamaráktól a védjegylajstromozás immár egészében átkerült a Szabadalmi Bírósághoz, majd 1949-ben az annak helyébe lépő Országos Találmányi Hivatalhoz. Az 1890. évi védjegytörvény ugyan 1970-ig hatályban maradt, ám a védjegyek és a védjegyjog szerepe, súlya csökkent.
14. A védjegynek a piacgazdasághoz való kötődését mutatja, hogy az 1950-es és az 1960-as években történelmi mélypontjára zuhant a magyarországi védjegytevékenység. A bejelentések száma erősen visszaesett (1953-ban pl. összesen 296 hazai és külföldi védjegy lajstromozását kérték), az új védjegyek pedig sematikusak, fantáziátlanok és gyakran ideológiával telítettek voltak (pl. Népágy-kanapé, Tervcipő). A világszerte ismert és jóhírnévnek örvendő védjegyekkel rendelkező vállalatok államosítása után a vállalatok többnyire elmulasztották neves védjegyeik oltalmának megújítását.
15. Az állami tulajdonban lévő vállalatok nem érezték szükségét, hogy áruikra védjegyek alkalmazásával hívják fel a fogyasztók figyelmét. Ez tényleg kevéssé volt szükséges, hiszen az állami nagyvállalatok monopolhelyzetet élveztek, az áruválaszték csekély volt vagy hiányzott, a hiánygazdaságban pedig korántsem a fogyasztó állt a középpontban.
16. A gazdasági reformok hatására ez a kedvezőtlen helyzet valamelyest javult. Különösen a nemzetközi kereskedelembe való fokozottabb bekapcsolódás és a vállalkozások csíráinak megjelenése vezetett el oda, hogy a védjegyek iránti érdeklődés ismét felélénkült, mind a belföldiek, mind a külföldiek részéről.
17. A korábban hatályos védjegyjogszabályok már ennek az időszaknak a kezdetén születtek: az 1969. évi IX. törvény és végrehajtási rendeletei ugyan magukon viselik annak a kornak a jegyeit, amelyben fogantak, az akkori gazdaságpolitikai iránynak köszönhetően mégsem kellett szakítaniuk a védjegyjog alapelveivel és hagyományaival, a szabályozás nem távolította el a védjegyet eredeti piacgazdasági rendeltetésétől.
18. Jellemző, hogy a védjegytörvény indokolása versenytársakról szólt és a védjegy piaci funkcióit hangsúlyozta. Igaz, talán az akkori ideológia által kijelölt határokat jelezte, hogy a törvényjavaslat általános indokolása a legnagyobb teret a vásárlóközönség védjegyekkel kapcsolatos érdekeinek szentelte.
19. A védjegyjog jogágazati elhelyezését a Polgári Törvénykönyv fejezte ki azzal, hogy a védjegy jogi oltalmát a személyhez fűződő jogok rendszeréhez kapcsolódóan a szellemi alkotások jogán belül helyezte el.
20. Az 1960-as években már meghaladta a védjegybejelentések száma az évi 500-at, s az emelkedés a későbbiekben is folytatódott. Az igazi fordulatot azonban az 1980-as évek vége és az 1990-es évek eleje hozta: 1980 és 1990 között tízszeresére (341-ről 3331-re) ugrott a védjegybejelentések száma.
21. Míg korábban az állami vállalatok és a szövetkezetek tették a bejelentések 80%-át, az utóbbi években - természetszerűleg - a gazdasági társaságok váltak a fő bejelentőkké. A vállalatok - a privatizációval is összefüggésben - visszatértek régi, patinás védjegyeikhez, újra felfedezték azokat, vagy új, szellemes megjelöléseket vezettek be.
22. Az 1990-es évek joggyakorlata ugyanakkor felszínre hozta az élénkülő védjegytevékenység, a piacgazdasági rendeltetésüket újra betöltő védjegyek és az 1960-as években alkotott hatályos jogszabályaink közötti feszültséget is. Világossá vált, hogy elengedhetetlen a szabályozás reformja, mégpedig nemcsak a védjegytörvény terminológiájának elavultsága miatt, hanem érdemi okok folytán is. Védjegyjogunk 1997. évi újraszabályozását tehát a jogharmonizációs szempontok mellett a hazai változtatási igények is indokolták.

## Az 1969. évi IX. törvény
Az 1969. évi IX. törvény, amely már nem hatályos, az ún. új gazdasági mechanizmus jogalkotási körében született magyar törvény a védjegyek oltalmáról. 1997. július 1-jei hatállyal hatályon kívül helyezte a védjegyek és földrajzi árujelzők oltalmáról szóló - módosításokkal ma is hatályos - 1997. évi XI. törvény.

### Az 1969. évi IX. törvény lényeges tartalma
Az 1969. évi IX. törvény lényeges tartalmi elemeit a helyébe lépett 1997. évi XI. törvény javaslatának indokolása foglalta össze:
A törvény meghatározza a védjegyoltalom megszerzésének a feltételeit. Meghatározza továbbá a védjegyoltalomból kizárt jelzések körét. A jogszabály részletesen foglalkozik a védjegyoltalomból eredő jogokkal és kötelességekkel. Az oltalom a védjegy lajstromzásától kezdődő 10 évre szól és ismételten megújítható, fennállásának tartama alatt az azonos vagy hasonló áruk tekintetében kizárólagossági jogot ad. A törvény emellett módot ad a ténylegesen nem használt, csak lajstromozott védjegyek törlésére. Ezek ugyanis egyrészről a védjegyhatóságok munkáját nehezítik, másrészt indokolatlan akadályt jelentenek az új védjegybejelentések során.
Az 1969. évi IX. törvény tartalmazza a használati szerződésre vonatkozó rendelkezéseket, továbbá Meghatározza továbbá a jogutódlás szabályait. 
c) A védjegy jogi oltalmát szolgálják a védjegybitorlásra és jogkövetkezményeire vonatkozó rendelkezések.
d) A törvény meghatározza az Országos Találmányi Hivatal és a bíróság eljárásának szabályait.
A védjegyek használatával kapcsolatban számos jogvita merülhet fel, részben a lajstromozással összefüggésben (alkalmas-e a bejelentett jelzés a védjegyoltalomra, nem sérti-e mások jogait), - részben a tényleges védjegyhasználat során (védjegyek jogosulatlan használata). Az 1969. évi szabadalmi törvény megteremtette a törvényes eljárás biztosítékait iparjogvédelmi ügyekben és meghatározta az ilyen ügyek szakszerű és független elbírálására hivatott bírói szerveket. Az 1969. évi IX. törvény a védjegyügyekben felmerülő jogvitákat és a védjegyekkel kapcsolatos eljárási szabályokat is beilleszti ebbe a rendszerbe.
Az 1969. évi IX. törvény 1970. július 1-jével való hatályba lépésével egyidejűleg hatályukat vesztették:
- a védjegyek oltalmáról szóló 1890. évi II. törvény és az 1895. évi XLI. törvény akkoriban még hatályban levő rendelkezései,
- az ezeket kiegészítő és módosító jogszabályok [1911. évi XI. törvénynek a védjegyekre vonatkozó rendelkezései, 1913. évi XII. törvény, 1921. évi XXII. törvény, 19312. évi XVII. törvény, 20 700/1948. (XI. 24.) Ip. Min. rendelet], valamint az ezek végrehajtása tárgyában kibocsátott rendelkezések.

## A hatályos 1997. évi XI. törvény
A magyar védjegyjog reformjára sokoldalú nemzetközi kötelezettségek teljesítése során került sor. Az 1997. évi XI. törvényt 1997. március 26-án hirdették ki és 1997. július 1-jével lépett hatályba. Az új szabályozás kialakítása során egyaránt tekintettel kellett lenni egyetemes nemzetközi szerződésekre, regionális jogharmonizációs eredményekre és kétoldalú nemzetközi kötelezettségvállalásokra. A módosításoknál anyagi jogi szempontból elsősorban Magyarországnak az Európai Közösség irányában vállalt jogharmonizációs kötelezettsége volt a meghatározó, míg eljárási kérdésekben főként a Szellemi Tulajdon Világszervezetében 1994-ben aláírt Védjegyjogi Szerződés volt az irányadó.
Az 1997. évi XI. törvény számos módosítására került sor 1997. július 1-jével történt hatályba lépését követően.

### Az 1997. évi XI. törvény módosításai
- 1998. évi LXXI. törvény 4. §-ával megállapított 1997. évi LXXII. törvény 38. § c)
- 1999. évi CX. törvény
- 2001. évi XLVIII. törvény
- 2001. évi CV. törvény
- 2002. évi XXXIX. törvény
- 2003. évi CII. törvény
- 2004. évi LXIX. törvény
- 2005. évi CLXV. törvény
- 2005. évi LXXXIII. törvény
- 2007. évi XXIV. törvény
- 2007. évi CXLII. törvény
- 2009. évi XXVII. törvény
- 2009. évi LVI. törvény
- 2010. évi CXLVIII. törvény
- 2011. évi XIV. törvény
- 2011. évi CLXXIII. törvény
- 2011. évi CLXXV. törvény
- 2011. évi CCI. törvény
- 2012. évi LXXVI. törvény
- 2013. évi XVI. törvény
- 2013. évi CLIX. törvény
- 2016. évi .... törvény
- 2018. évi LXVII. törvény (hatályos: 2019. január 1-től)[3]

- 2021. évi XXXVI. törvény A védjegyek és a földrajzi árujelzők oltalmáról szóló 1997. évi XI. törvény módosításáról[4]